# Beat It
"Beat It" é a quinta canção do sexto álbum solo de Michael Jackson, Thriller e o terceiro single do disco. Composta por Jackson, a canção marca um momento histórico para o cenário musical, onde as barreiras entre a música negra e branca começaram finalmente a ser quebradas. O solo de guitarra da canção, interpretado por Eddie Van Halen, é considerado um dos melhores solos de todos os tempos. Por causa de sua letra a música se tornou um hino antigangues, chegando ao final de 1983 em primeiro lugar nas paradas musicais, ao lado de outra de suas músicas, "Billie Jean".

## Histórico
Quincy Jones havia pedido para Michael compor uma música de rock para o novo álbum que seria lançado, Jackson então compôs Beat It. Jones assim que ouviu, falou que era exatamente o que ele queria, uma canção de rock.
Eddie Van Halen foi então convidado para fazer o solo de guitarra da canção. Durante as gravações de "Beat It", um alto-falante chegou a explodir no estúdio. Jones falou: Nunca tínhamos visto nada como aquilo em 40 anos que eu estava no ramo. Foi nessa época que comecei a ver a loucura que era a vida de Michael, durante as sessões de Thriller.

## Música
A letra é um protesto contra as brigas entre gangues de ruas, algo muito comum na época. "Beat It" ganhou o prêmio Grammy de "melhor gravação do ano" e "melhor vocal rock masculino". "Beat It" foi a primeira música de rock de um cantor negro a ser tocada em rádios de rock voltadas para o público branco, e em rádios de música negra ao mesmo tempo. "Beat It" foi o primeiro rock de Michael Jackson, visto que suas outras canções sempre foram voltadas para o soul, disco ou pop. O sucesso foi tão grande que Jackson decidiu investir mais no gênero e daí saiu as músicas Dirty Diana, Black or White, Give in to Me, D.S, Morphine e Privacy.

## Videoclipe
O videoclipe de "Beat It" foi dirigido por Bob Giraldi e recebeu vários prêmios como o American Music Awards, Billboard Video Awards, The Black Gold Awards, além de ser introduzido no Music Video Producer's Hall of Fame. A coreografia foi a primeira em que Jackson aparece dançando na frente com vários dançarinos repetindo seus movimentos, algo que se tornou marca registrada em suas performances.
O vídeo, que custou a Jackson US$ 150.000 para criar depois que a CBS se recusou a financiá-lo, foi filmado em Skid Row, em Los Angeles— principalmente em locais na East 5th Street — por volta de 9 de março de 1983. Para adicionar autenticidade à produção, mas também para promover a paz entre eles, Jackson teve a ideia de lançar membros das gangues de rua rivais de Los Angeles Crips e Bloods. Além de cerca de 80 membros genuínos de gangues, o vídeo, que é conhecido por abrir muitas oportunidades de trabalho para dançarinos nos EUA, também contou com 18 dançarinos profissionais e quatro breakdancers. Além de Jackson, Michael Peterse Vincent Paterson,o elenco inclui Michael DeLorenzo, Stoney Jackson, Tracii Guns, Tony Fields, Peter Tram, Rick Stone e Cheryl Song.
A jaqueta de couro vermelha cheia de zípers utilizada por Michael ficou marcada como ícone da moda e se tornou objeto de desejo e inspiração.
Curiosamente, O local do bar mostrado na última parte do primeiro minuto do vídeo também foi apresentado 13 anos antes na capa do álbum Morrison Hotel, do The Doors. Coincidentemente, o nome daquele bar das redondezas de Skid Row, o Hard Rock Café, também foi a inspiração para o original londrino da famosa cadeia de restaurantes iniciada em 1971.
Quarenta anos após o lançamento do clipe 'Beat It', o curta-metragem atingiu um novo recorde. No dia 22/11/2023, o vídeo alcançou 1 bilhão de visualizações no YouTube.

### Sinopse
O vídeo começa com a notícia de uma briga circulando em um restaurante. Esta cena se repete em um salão de sinuca, onde membros de gangues chegam via a pé, empilhadeira, e saindo dos esgotos, enquanto a música titular do vídeo começa a tocar. A câmera corta para Jackson deitado em uma cama enquanto ele contempla a violência sem sentido. Jackson nota gangues rivais e vai embora. Michael Jackson veste uma jaqueta da marca J. Parks de couro vermelho, e dança em seu caminho para a luta através do restaurante e salão de sinuca. Uma briga de facas está acontecendo entre os dois líderes de gangues em um armazém. Eles dançam batalha por um interlúdio de música até Jackson chegar; ele interrompe a luta e se lança em uma coreografia. O vídeo termina com os membros da gangue se juntando a ele na dança, concordando que a violência não é a solução para seus problemas.

## Performances ao vivo
Desde "Victory Tour" (a última turnê de Michael com seus irmãos) até a HIStory World Tour (última turnê de sua carreira), Michael nunca deixou de apresentar "Beat It". A última performance dessa música foi em seu último show, que aconteceu em Nova Iorque em 2001 no Madison Square Garden para a comemoração de seus 30 anos de carreira solo, Slash fez o solo. Jackson iria performar a canção na turnê This Is It.

## Desempenho nas paradas musicais
| Parada musical (2008)           | Melhor posição |
| ------------------------------- | -------------- |
| Áustria - Ö3 Austria Top 40     | 65             |
| Canadá                          | 77             |
| Dinamarca - Tracklisten         | 31             |
| Alemanha - Media Control Charts | 74             |
| Japão                           | 60             |
| Suécia - Sverigetopplistan      | 43             |
| Suíça - Schweizer Hitparade     | 26             |

## Intérpretes
Beat It foi interpretada por vários artistas famosos, como:
- Charlotte Church & Amy Winehouse
- Fergie
- Fall Out Boy & John Mayer
- Yngwie Malmsteen lançou em 2010 uma nova coletânea com o título "Relentless", na qual deu uma roupagem inteiramente nova ao sucesso.

## Versão deFall Out BoycomJohn Mayer
Em 2007, no VMA, o FOB tocou Beat It, o que levantou suspeitas do que poderia ser um novo single. Em fevereiro de 2008, uma amostra da música foi deixada no site da banda, sendo que em 25 de março a canção virou single. O cantor John Mayer toca o solo da música, sendo alvo de críticas, por ter executado um solo visivelmente amador, sem técnica ou velocidade, tendo ficado extremamente inferior ao solo original, feito por Eddie Van Halen. O clipe foi indicado para melhor vídeo no VMA de 2008, mas quem levou foi o Linkin Park, com Shadow of the Day. O clipe é produzido por Shane Drake e o single por Patrick Stump. No vídeo, aparecem Hal Sparks, Tony Hale, Joel David Moore e Donald Faison.